# Rosa Gil del Bosque
Rosa Gil del Bosque   (València, 13 d'agost de 1930) és una guitarrista, catedràtica de guitarra i compositora valenciana. Va ser la primera catedràtica de guitarra del Conservatori de València. És  presidenta d'honor de la Societat Amics de la Guitarra i Insigne de la Música Valenciana.

## Els seus començaments
A tretze anys comença els seus estudis musicals en la Societat Coral El Micalet, Institut Musical Giner, de València.
Les seues primeres classes de guitarra van estar a càrrec del professor titular Francisco Nácher Tatay i Hermenegildo Ferrer, que des de llavors la van prendre al seu càrrec. Posteriorment, i aconsellada pel professor José Jarque, continua els seus estudis amb la nova professora del centre, Pepita Roca, deixebla directa del gran mestre de Vila-real, Francesc Tàrrega.
Pepita Roca va ser des de l'any 1948 professora de guitarra de la Societat Coral El Micalet. L'any 1955-1956, Pepita Roca va ser cridada per Manuel Palau a ocupar la plaça de professora de guitarra en el Conservatori de València, perquè el que n'era professor fins llavors, Rafael Balaguer, deixava la càtedra.
L'agost de 1956 se li diagnostica a Pepita Roca una greu malaltia i es trasllada a Barcelona per a una intervenció quirúrgica, deixant com a substituta de les classes particulars a casa seva Maria Rosa Gil. Pepita Roca mor a Barcelona el 24 d'octubre de 1956 als 59 anys. Davant de tan trista pèrdua i profund buit deixat per Pepita Roca en el Conservatori de València, Manuel Palau com a director, es veu en la necessitat de trobar una persona que la substituesca. Llavors pensa en la jove Rosita, a la qual, personal i reiteradament, prega que accepte el lloc. Al mateix temps eleva a la superioritat del Ministeri d'Educació i Ciència la proposta de crear una plaça de professor interí de guitarra que en aquells moments era un nomenament sense retribució i gratuït, fins que es convocaren oposicions de càtedra.

## Catedràtica de guitarra[7]
La càtedra de guitarra comptava en aquell moment amb cinc alumnes. En el transcurs dels seus anys com a docent en el Conservatori, aquest nombre anirà creixent progressivament fins a aconseguir la xifra de set-cents alumnes matriculats en la seua assignatura. Maria Rosa accepta complaguda la petició de Manuel Palau i des d'aquest moment la docència i la guitarra es converteixen en l'eix principal de la seua vida.
El mateix any en què comencen les seues classes, no cessa de protagonitzar nombrosos recitals de guitarra en totes les emissores locals. Aquest és un moment en què fa falta despertar l'interés per la guitarra i ella decideix realitzar-ho bolcant-se en l'alumnat més que en la seua pròpia carrera de concertista, buscant perfeccionament de la tècnica. Manuel Palau sol·licita a Maria Rosa que estrene a València el concert per a guitarra El soldat Tàrtar. L'estrena és en l'Ateneu Mercantil de València. Dirigeix l'orquestra simfònica Ramón Correll.
Rep periòdicament classes dels més prestigiosos guitarristes del moment, Narcís Yepes, Emilio Pujol a Siena (Itàlia), Regino Sainz de la Maza i Andrés Segòvia. Al juny de 1965 guanya l'oposició i es converteix en la primera catedràtica de guitarra del Conservatori de València.
Des de la fundació del Conservatori Professional de València els professors de guitarra van ser: Rafael Balaguer, Pepita Roca i Maria Rosa Gil. Tots tres van ser professors interins i gratuïts. Maria Rosa serà la primera professora de guitarra que ocuparà una càtedra amb dotació econòmica.
Essent Francisco José León Tello director del Conservatori l'any 1969, busca un equip directiu i nomena caixera-tresorera Maria Rosa Gil, que exerceix aquest càrrec durant tretze anys consecutius fins a febrer de 1982 quan, per motius de salut, demana ser rellevada en el càrrec, petició que és admesa per l'actual director. Des de l'any 1985 fins a l'any 1990 ocupa el càrrec de Sotsdirectora i Caixera-comptadora, sent el Director del Centre Vicente Ros.
A la seua aula del Conservatori s'han anat forjant a través d'aquests anys nombrosos concertistes, els quals al seu torn han desenvolupat els seus ensenyaments tant a nivell nacional com a internacional, exercint amb eficàcia els seus coneixements adquirits. De tots ells podríem destacar Miguel Barberà, Andrés Martí, Francisco Carbonell, José Pedro Ibañez, Antonio Galindo, José Pechuán, Rafael Cabedo, Santiago Rebenaque, Manuel M. Abella, Enrique Perona, Antonio Sanchis, José L. Silvaje i un llarg etcètera.

## Societat Amics de la Guitarra de València
És membre-fundadora d'aquesta societat guitarrística i des de l'any 1963 forma part de la seua Junta Directiva com a Delegada femenina. Des de 1979 fins a l'any 2002 és la seua Presidenta i des de llavors, Presidenta d'Honor.

## Homenatges rebuts i nomenaments
- Amb motiu de la commemoració dels “25 anys de labor docent”, la Societat Amics de la guitarra de València, va oferir un homenatge a Maria Rosa Gil, amb un concert extraordinari el dia 9 de juny de 1983, en el Museu de Ceràmica de València. En aquest concert van intervenir sis dels seus alumnes.

- Amb motiu de la jubilació com a catedràtica de guitarra del Conservatori Superior de Música Joaquín Rodrigo de València, i sota el títol Una vida dedicada a la docència, la Societat Amics de la Guitarra de València va oferir un homenatge a Maria Rosa Gil, amb un concert a càrrec dels seus deixebles. L'acte va ser precedit per un discurs del director de centre, Eduardo Montesinos, i va tenir lloc el dia 9 de juny de 1996.

- Nomenament d'Insigne de la Música Valenciana, per l'Associació de Professors Músics de Santa Cecília de València, el 22 de novembre de 2002.

- Nomenament de Presidenta d'Honor de l'Associació Amics de la Guitarra de València, en el Conservatori, el dia 14 de desembre de 2002.

- Premi Trujamán de la Guitarra 2003, premi col·lectiu concedit a la Societat Amics de la Guitarra de València, i rebut per la seua Presidenta d'Honor Maria Rosa Gil, com el veritable artífex dels seus cinquanta-tres anys ininterromputs de vida de la societat, dedicada al desenvolupament i activitat de la guitarra, celebrat el 21 de maig de 2003, en el Palau de la Música de València.[10]
- Premi Trujamán de la Guitarra 2005, premi Individual concedit a Maria Rosa Gil.[11]